# آیراغ (دورنوغوبی)
شهرستان آیراغ ((به زبان مغولی: Айраг сум، [Ajrag sum]؛ ᠠᠶᠢᠷᠠᠭ ᠰᠤᠮᠤ، [ayiraɣ sumu]) یک شهرستان (سُوم) در مغولستان است که در استان دورنوغوبی واقع شده‌است.

## تقسیمات اداری
شهرستان آیراغ متشکل از ۴ قصبه (باغ) می‌باشد، شامل:
- چاغان‌دوربولج (مغولی: Цагаан дөрвөлж баг، [Cagaan dörbolž bag]؛ ᠴᠠᠭᠠᠨ ᠳᠥᠷᠪᠡᠯᠵᠢ ᠪᠠᠭ، [čaɣan dörbelji baɣ])
- ساین‌اوس (مغولی: Сайн-Ус баг، [Sajn-Us bag]؛ ᠰᠠᠶᠢᠨ ᠤᠰᠤ ᠪᠠᠭ، [sayin usu baɣ])
- نارد (مغولی: Нард баг، [Nard bag]؛ ᠨᠠᠷᠠᠳᠠ ᠪᠠᠭ، [narda baɣ])
- نودِن (مغولی: Нүдэн баг، [Nüden bag]؛ ᠨᠢᠳᠤᠨ ᠪᠠᠭ، [nidün baɣ])